# 引翔港
引翔港是中華人民共和國上海市楊浦區境內长阳路和宁武路路口附近的一個地名。該地名來自於同名河流。長陽路原本是高塘浜（一說周塘浜），而寧武路原本是引翔港，兩條河的交界處在明朝万历年间形成了村莊。後來村庄逐步扩大，形成了集镇。該集鎮又叫引翔鎮或引翔港镇。1899年引翔港镇的南部（今长阳路以南地区）被圈入公共租界。中華民國建立後，东华纱厂、三友实业社在引翔港開設。1932年，日本人在三友实业社引發衝突，結果導致一二八事件爆發，引翔鎮大片房屋被毁。1937年淞滬會戰時，日军又將引翔鎮夷为平地。1980年代，引翔鎮所在的地段進行旧区改造，棚戶區被淘汰並開始新建工人新村。現有引翔港小区。

## 同名河流
引翔港為南北流向的河流，南通黄浦江，北达虬江。引翔港這條河在康熙年間名為迎祥浦、尹祥浦，同治年間才有引翔港之名。1917年，引翔港一些河段開始被填平。引翔港後來成為了寧武路，並在中華人民共和國建國後徹底填平。

## 行政區劃
清乾隆时為引翔港市，咸丰时為引翔港乡，同治年间改称引翔港镇，光绪年间為引翔港区，宣统时又称引翔港所，中華民国六年（1917年）再次改為引翔乡。中華民国十七年（1928年）劃給上海特别市，引翔鄉改為引翔區。区公所位於五角场政旦东路十二号。當時区境东濒黄浦江，南邻公共租界，西至闸北区、江湾区，北接殷行区、江湾区。面积27.32平方公里。中華民国27年（1938年）撤销。

## 建築
引翔镇歷史上东西两端建有观音堂。东观音堂建于明万历年间，西观音堂建于清光绪年间。东端還有建于明万历年间的白衣庵。庵前有横跨周塘浜的香花桥，庵西则是刘公祠。镇中西北部有清道光年间建的存放棺材用的厚仁堂，中華民國大陸時期改作引翔医院。厚仁堂北有文昌宫，东为魁星阁，西为环秀亭。文昌宫內有义塾。咸丰十一年（1861年）改為厚仁义学，光绪三十一年（1905年）废科举后改为厚仁初等小学堂。中華民国二年（1913年），建造楼房四座後，改名引溪小学校。镇西有黄文彩在咸丰元年（1851年）建立的布道所。